# Hyperphara cingulosus
Hyperphara cingulosus là một loài bướm đêm thuộc phân họ Arctiinae, họ Erebidae.